# Долматово (Казахстан)
Долма́тово (каз. Долматов) — село у складі Кизилжарського району Північноказахстанської області Казахстану. Входить до складу Березівського сільського округу.
Населення — 320 осіб (2021; 466 у 2009, 555 у 1999, 627 у 1989).
Національний склад станом на 1989 рік:
- росіяни — 100 %.